# (20728) 1999 XD143
1999 أكس دي 143 (ويعرف أيضًا باسم (20728) 1999 أكس دي 143 وفق تسمية الكوكب الصغير) (بالإنجليزية: 1999 XD143)‏ هو كويكب ضمن حزام الكويكبات؛ وترتيبه 20728 من حيث الاكتشاف.
اكتُشف هذا الجُرم الفلكي بواسطة Charles W. Juels ‏ في 14 ديسمبر 1999.

## وصلات خارجية
- (20728) 1999 XD143 في قاعدة بيانات مختبر الدفع النفاث لأجرام النظام الشمسي الصغيرة

- الاكتشاف · مخطط المدار ·  العناصر المدارية · المعلمات المادية

- (20728) 1999 XD143 على موقع ويكي سكاي: DSS2, SDSS, GALEX, IRAS, Hydrogen α, X-Ray, Astrophoto, Sky Map, Articles and images